# Alexandra Strait
Die Alexandra Strait (deutsch Alexandra-Straße) ist eine Meerenge in der Region Kitikmeot der Provinz Nunavut im Kanadisch-arktischen Archipel. Sie verläuft zwischen King William Island und den Royal-Geographical-Society-Inseln und verbindet die Victoria Strait mit dem Queen Maud Gulf.
|                                   | Victoria Strait                             |                     |
| Royal-Geographical-Society-Inseln | Kompassrose, die auf Nachbargemeinden zeigt | King William Island |
|                                   | Queen Maud Gulf                             |                     |